# D (videojuego)
D es una película interactiva de aventuras con temática de videojuego de terror desarrollado por Warp y dirigido por Kenji Eno. Fue publicado por primera vez por Panasonic para 3DO Interactive Multiplayer en 1995, y luego se trasladó a Sega Saturn, PlayStation y MS-DOS. La historia sigue a Laura Harris mientras va a investigar un hospital después de enterarse de que su padre se embarcó en una ola de asesinatos en masa y se atrincheró dentro. El hospital se transforma en un castillo a su llegada, que debe explorar para encontrar a su padre. El jugador controla a Laura a través de secuencias de video de movimiento completo (FMV) generadas por computadora y debe completar el juego en dos horas sin una función de guardar o pausar.
El desarrollo duró aproximadamente un año y se realizó principalmente con computadoras Amiga 4000 para crear los FMV. Sería el primer lanzamiento importante para los aún desconocidos Eno y Warp, por lo que Eno sintió que si no tenía éxito dejaría el desarrollo del juego. Agregó escenas de violencia y canibalismo para hacer que el juego fuera más sorprendente, sin embargo, creía que el contenido sería demasiado extremo para los censores o editores y temía que no se permitiera la publicación del juego. Para asegurarse de que estas escenas no fueran censuradas, Eno envió una versión "limpia" para la aprobación tardía del editor, sabiendo que le pedirían que entregara el juego al fabricante. De camino al fabricante, cambió la versión limpia por su versión maestra que contenía el contenido más perturbador.
El juego fue un éxito comercial y de crítica en Japón, vendiendo un millón de copias y recibiendo un relanzamiento de edición especial. Los críticos en Occidente elogiaron los elementos de terror, la historia, los gráficos y la presentación de D. Los revisores de la versión 3DO encontraron que era uno de los mejores juegos de la plataforma. Para el lanzamiento de PlayStation, Sony no imprimió suficientes copias para igualar los pedidos anticipados. Eno estaba muy molesto con esto, y luego se vengaría de Sony lanzando sus juegos posteriores exclusivamente en plataformas Sega. A D le siguieron dos secuelas, Enemy Zero (1996) y D2 (1999). Ambos juegos presentaban a la misma "actriz digital" llamada Laura, aunque las historias no están relacionadas. Las retrospectivas modernas encuentran D menos atractivo, pero aun así lo elogian por su lugar en la historia como una combinación única de cine y juegos y un ejemplo temprano de diseño de juegos de terror maduro.

## Sinopsis y jugabilidad
D es una película interactiva que presenta elementos de juegos de aventuras, una historia de género de terror y un uso intensivo de videos en movimiento completo. El jugador asume el papel de Laura Harris, interpretada por una "actriz digital" llamada Laura que aparece en los juegos de Warp, aunque las historias no están relacionadas. El jugador dirige los movimientos de Laura mientras explora el entorno del juego, resuelve acertijos y desentraña la historia. Los movimientos ocurren a través de secuencias de FMV mientras camina hacia la ubicación deseada, desde donde el jugador es recibido con una pantalla estática que puede contener elementos con los que pueden interactuar u otros caminos para dirigir a Laura. El jugador solo tiene dos horas en tiempo real para completar el juego y no tiene función de guardar o pausar. Dependiendo de las acciones del jugador, hay diferentes finales.
La historia tiene lugar en 1997 y comienza cuando la policía de Los Ángeles se pone en contacto con Laura Harris y recibe un mensaje perturbador: su padre, el Dr. Richter Harris, se ha embarcado en una ola de asesinatos en masa y se ha atrincherado en el hospital. Laura se apresura a ir a la escena del crimen, desesperada por encontrar una explicación a las acciones del respetado médico. Al entrar al hospital, está tan horrorizada por los cuerpos asesinados que yacen por los pasillos que se tapa los ojos. Cuando los descubre de nuevo, se encuentra en un castillo medieval desconocido. No dispuesta a abandonar su búsqueda, Laura continúa por los oscuros pasillos del castillo. Mientras intenta encontrar a su padre, experimenta una serie de flashbacks de su madre apuñalada hasta la muerte. El padre de Laura (tomando la forma de apariciones) le advierte que se vaya, diciendo que quedarse demasiado tiempo significa quedarse atrapada en la realidad alternativa para siempre. Él advierte que pronto se convertirá en un monstruo sin emociones y eventualmente intentará matarla. Aún conmocionada, Laura procede a buscar a su padre.
Finalmente, Laura encuentra a su padre viviendo en la cima de la torre del castillo. Él revela el sórdido pasado de su familia: Laura y su padre son parte de una línea de sangre de vampiros caníbales, que se remonta al infame Drácula. Impulsada por sus impulsos vampíricos, Laura mató y se comió a su madre hace años, pero su padre lo borró de la memoria. Cuando el Dr. Harris le pide a Laura que se vaya por última vez, comienza a transformarse en vampiro. Si el jugador se acerca al Dr. Harris en este punto, consumirá la carne de Laura y se transformará por completo. Sin embargo, si el jugador dispara al Dr. Harris con un revólver que se puede encontrar anteriormente en el juego, la bala lo matará y detendrá su transformación. Mientras Laura acuna entre lágrimas a su padre moribundo en sus brazos, él confiesa que él permitió que la transformación ocurriera por curiosidad científica y le agradece por detenerlo. Con su muerte, el reino creado por su mente se desvanece y es reemplazado por el entorno normal del hospital.

## Desarrollo y lanzamiento
El desarrollo de D duró aproximadamente un año y fue dirigido por el presidente de Warp, Kenji Eno. Eno se inspiró en gran medida en la serie de juegos de aventuras Transylvania de Polarware y cree que D nunca se habría creado si no fuera por jugar a esos juegos. Eno y Warp todavía eran relativamente desconocidos en la industria, y D sería su primer título importante. Con esto en mente, Eno sintió que estaba apostando su carrera de desarrollo en D, y si no tenía éxito dejaría de desarrollar juegos. Hubo tres fases en el desarrollo de D: la estructura del juego de aventuras, la creación de la historia y, finalmente, se agregó la violencia. Dado que el juego de aventuras se terminó en gran parte antes de que la historia comenzara a dar frutos, se agregaron flashbacks para detallar la trama. La trama se basó en gran medida en la de Drácula, pero a Eno le pareció demasiado aburrido, por lo que añadió violencia y canibalismo para hacer el juego más sorprendente. Los valores justo de mercado se crearon utilizando Amiga 4000.
Eno creía que los temas caníbales violentos de D serían considerados tabú o demasiado horripilantes por otros y le preocupaba que no se permitiera la publicación del juego. Con esto en mente, Eno mantuvo en secreto muchas de las secuencias violentas, incluidas las de otros miembros de Warp. Cuando el juego terminó, envió una versión "limpia" (es decir, sin el contenido de la historia violenta e inquietante) para su aprobación. Deliberadamente entregó el maestro tarde, sabiendo que parte de la penalización requeriría que lo entregara personalmente a los fabricantes en los Estados Unidos. Mientras viajaba en avión a los Estados Unidos, cambió los discos "limpios" por los discos finalizados, incluido el horrible contenido, evitando así por completo toda censura.
D fue un éxito en Japón. En total vendió un millón de copias allí y la versión de Saturn alcanzó la cima de las listas de ventas en su primera semana. Fue uno de los pocos éxitos genuinos de 3DO en Japón, y atrajo un culto significativo de fanáticos incondicionales incluso antes de ser trasladado a otros sistemas. Un relanzamiento japonés para 3DO titulado D's Diner: Director's Cut contenía contenido adicional y un disco de banda sonora extra. El lanzamiento de PlayStation de D estaba programado para ser publicado por Acclaim y fabricado por Sony. Ya se habían realizado pedidos de alrededor de 100.000 unidades antes de que Sony decidiera dar prioridad a la fabricación de sus otros títulos. Sony le dijo a Eno que solo habían fabricado 40,000 unidades, lo que hizo que Eno se sintiera muy molesto, pero finalmente, Sony solo había fabricado 28,000 unidades. Esta escasez molestó tanto a Eno que más tarde anunció, en un evento de Sony, que lanzaría sus próximos juegos para Sega Saturn. Los juegos posteriores de Warp, incluidos Enemy Zero (1996) y D2 (1999), se lanzaron exclusivamente en las plataformas Sega.

## Recepción
El lanzamiento original de 3DO de D fue bien recibido. En su revisión de importación, el personal de GameFan declaró que normalmente no le gustaban los juegos de películas interactivas FMV, pero elogió a D por ser innovador y creativo, calificándolo de "una obra maestra". En su revisión del lanzamiento en inglés, elogiaron sus elementos de terror y concluyeron que era "el mejor juego de FMV que probablemente se haya hecho" y el mejor título de 3DO en ese momento. El personal de GamePro le dio al juego altas puntuaciones por su presentación y también elogió su factor de miedo. Lo llamaron "una obra de arte aterradora", pero advirtieron que no era para todos. Next Generation revisó la versión de 3DO primero como una importación, calificándola con dos estrellas de cinco, y declaró que "este es sin duda el título más atmosférico y espeluznante hasta la fecha para 3DO - o para el caso, cualquier sistema doméstico." Su revisión del lanzamiento nacional dijo que los gráficos eran asombrosos y mejoraron la participación del jugador en la espeluznante historia. El crítico criticó el diálogo y la actuación de voz de la localización en inglés, y dijo que el juego adolece de un desafío bajo y una duración extremadamente corta, pero que aun así lo disfruta. El personal de GameFan nombró a D como su Juego 3DO del año 1995 y el Mejor juego 3DO Graphic Adventure / FMV. El personal de GamePro lo clasificó como el tercer mejor juego de 3DO para sus premios Editors 'Choice Awards de 1995.
Las críticas para los puertos de Saturn y PlayStation fueron en su mayoría positivas, aunque algunas fueron mixtas. Sam Hickman de Sega Saturn Magazine comentó que el juego se las arregla para ser extremadamente espeluznante y aterrador a pesar de casi no tener derramamiento de sangre. Él predijo que el juego sería superado por Resident Evil (todavía en desarrollo en el momento de la revisión), pero concluyó que D era el mejor juego de terror actualmente en el mercado. Cuatro revisores de Electronic Gaming Monthly comentaron que la versión Saturn había reducido los tiempos de carga vistos en la versión 3DO a casi nada. Elogiaron mucho la trama y los acertijos diseñados inteligentemente, y lo describieron como "lo suficientemente aterrador como para hacerte insomne". El personal de GamePro dio críticas positivas tanto para las versiones de Saturn como para PlayStation, recomendándolas a aquellos que buscan una experiencia de terror. El personal de Maximum también dio críticas positivas a ambas versiones, diciendo que D es similar a Myst (1993) y Mansion of Hidden Souls (1993) pero en última instancia mejor debido a su historia más atractiva. También elogiaron los gráficos FMV y la presentación cinematográfica, pero lo criticaron por su falta de longevidad. Los revisores sintieron que su corta duración, su juego adictivo y la falta de acertijos demasiado desafiantes aseguraron que el jugador terminaría con él muy rápidamente. Un crítico de Next Generation elogió los mismos elogios por la historia y los gráficos de miedo, y también dijo que los acertijos "son lo suficientemente desafiantes como para satisfacerlos y, sin embargo, no tan difíciles como para impedir su progreso durante mucho tiempo". Sin embargo, sintió que el lento movimiento de los personajes y la falta de longevidad impedían que el juego fuera realmente excepcional. El personal de Game Informer fue más crítico en su revisión de la versión de Saturn. Encontraron el juego tedioso, pero elogiaron los gráficos y la narración, y concluyeron que "la historia sería una gran película o libro, pero no un juego".

## Legado
Las retrospectivas modernas encuentran a D menos atractivo para los estándares contemporáneos, pero han reconocido su culto y su lugar único en la historia de los videojuegos. John Szczepaniak de Hardcore Gaming 101 no pudo encontrar una razón para recomendar D sobre otros juegos de aventuras lanzados antes o después, fuera de los temas caníbales. Aun así, recomendó a los interesados que vean un tutorial en YouTube. Alex Wawro de Gamasutra creía que D vale la pena estudiarlo como un ejemplo temprano de diseño de juegos de terror. Brittany Vincent de Rock, Paper, Shotgun lo calificó como un "ejemplo por excelencia" de un período en el que los desarrolladores intentaban combinar técnicas de FMV con el diseño de juegos tradicionales para construir algo coherente. Ella lo llamó una fase "surrealista" en el desarrollo de videojuegos cuando parecía que los mundos del cine y los juegos estaban chocando. El personal de Core Gamers calificó a D como un punto de referencia para los juegos de aventuras de terror y uno de los primeros juegos de consola con una atmósfera de temática madura. En un artículo titulado "El horror envejecido de la D de Kenji Eno", Richard Mitchell de Engadget compartía los mismos sentimientos que los demás. Elogió a D por marcar el comienzo de la era del survival horror al allanar el camino para juegos como Resident Evil, y dijo que sin un contexto histórico, es difícil disfrutar de D en los tiempos modernos. En 2008, Game Informer lo incluyó entre los peores juegos de terror de todos los tiempos. En 2016, Nightdive Studios, una compañía conocida por revivir los clásicos olvidados, relanzó el puerto MS-DOS de D en Steam y GOG.